# Daiphanta dissentanea
Daiphanta dissentanea là một loài bướm đêm trong họ Geometridae.